# Impuls síly
Impuls síly je vektorová fyzikální veličina, která vyjadřuje časový účinek působení síly.
Velikost impulsu síly závisí na velikosti síly a na čase, po který tato síla působila. Čím delší dobu síla působí, tím větší je její účinek.

## Značení
- Symbol veličiny: {\displaystyle \mathbf {I} }
- Jednotka SI: Newton krát sekunda, značka jednotky: Ns

## Výpočet
Impuls síly je určen jako součin síly a časového intervalu, tzn.
{\displaystyle \mathbf {I} =\mathbf {F} \Delta t},
kde {\displaystyle \mathbf {F} } je konstantní síla působící po dobu {\displaystyle \Delta t}.
Není-li síla po celou dobu svého působení konstantní, lze hodnotu impulsu síly získat integrací, tzn.
{\displaystyle \mathbf {I} =\int _{t_{1}}^{t_{2}}\mathbf {F} \mathrm {d} t}

## Vlastnosti
- Impuls síly je roven změně hybnosti tělesa, tzn.

{\displaystyle \mathbf {F} \Delta t=\Delta \mathbf {p} },
kde {\displaystyle \mathbf {p} } je hybnost.
- Název impuls má význam náraz, což znamená, že tato veličina je vhodná k popisu vlivu tzv. nárazových sil, tedy sil, které působí po velmi krátkou dobu a mají značnou velikost. Využívá se tedy při studiu rázu těles.